# عبد الله أبو السعود
عبد الله أبو السعود (1820 - 1878) كاتب وصحفي وشاعر مصري.

## حياته
ولد عبد الله عبد الله أبو السعود في بلدة دهشور بمحافظة الجيزة في عام 1820. تعلم في المدارس التي أنشأها محمد علي باشا، إلى أن التحق بمدرسة الألسن عام 1839، أيام نظارة رفاعة الطهطاوي لها، وتخرج منها على يد رفاعة بك، فهو من تلاميذه الأفذاذ. كما كان يحضر دروسًا في الأزهر أيضًا. وكان واحدًا من الستة الذين تخصصوا في دراسة «علوم إدارة الأمور الملكية» بمدرسة الألسن. وقد أتقن اللغات العربية والفرنسية والإيطالية، ونبغ في فنون الأدب والشعر.
وارتقى في المناصب، حتى صار في عهد إسماعيل ناظر قلم الترجمة المستجد، وأستاذ التاريخ بدار العلوم، وأنشأ سنة 1867 صحيفة وادي النيل.

## ابو السعود والصحافة
يعد أول من أنشأ صحيفة سياسية عربية غير رسمية هي صحيفة “وادي النيل” عام 1866، فهي مجلة سياسية علمية أدبية، واستمرت حتى توقفت بوفاته، ولذلك يعتبر أبو السعود من أوائل الصحفيين السياسيين في تاريخ مصر الحديث.
وكان أبو السعود شاعر مبدع يصوغ القوافي، وناثر مفتن يجيد البيان، ومترجم من عيون المترجمين في عهده، لم تستغن عنه صحيفة شعبية أو رسمية، سواء كاتبًا لها أو مترجمًا لفصولها. وهو في صحيفته قد جعل الصحافة المصرية في مفترق الطرق، إذ عند صحيفته خلصت تلك الصحافة من رسميتها، وبدأت تتجه إلى اللون الحر في الصحافة التي نعرفها اليوم.
ويعتبر جهد أبو السعود محاولة مهمة، فصحيفته أول صحيفة وطنية شعبية في مصر، وقد زحم معظم صفحاتها بأخبار الخديو إسماعيل ورجال حكومته، وغير ذلك.
وكان الخديو إسماعيل يؤثر صحيفة وادي النيل بالعطف والرضاء، فهي لسانه عند خاصة دولته من قرائها الذين وجدوا فيها متاعًا ولذة، ووجدوا فيها أيضًا جديدًا من شئون الصحافة، كأخبارها الطريفة الصادقة التي أمر الخديو بأن تنشر فيها.
كما شارك بالكتابة في مجلة “روضة المدارس” التي أنشأها “علي مبارك باشا” في عام 1870، ورأس تحريرها رفاعة الطهطاوي. بل كان أبرز كتابها، فقد كان يقوم أيضًا بترجمة مقالات الأساتذة الأجانب المنشورة في الروضة.
كما شجع أبو السعود ابنه “محمد أنسي” على إصدار جريدة “روضة الأخبار” عام 1875، واشترك معه في تحريرها، وقد حفلت بالموضوعات الأدبية وترجم لها أبو السعود أيضًا.
كان أبو السعود يجيد نظم الشعر، وله ديوان مطبوع لم يتم العثور عليه، وما ورد له من شعر هو ضمن كتابه “نظم اللآلئ في السلوك فيمن حكم فرنسا من الملوك”، وله “منحة أهل العصر”، وهي أرجوزة شعرية عن سيرة محمد علي باشا، إلى جانب ما ورد في كتبه الأخرى من مقطوعات وأبيات شعرية.

## مؤلفاته
ترك أبو السعود عددًا من الكتب المؤلفة والمترجمة التي يدور معظمها حول علوم التاريخ والجغرافيا والقانون، إلى جانب عدد كبير من المقالات الصحفية التي واكبت أحداث عصره.
شعره المؤلف يدور معظمه حول مدح محمد علي باشا والأسرة العلوية، إلى جانب مدحه للواء أدهم علي بك. أما شعره المترجم فهو دعوة صادقة إلى الجهاد من أجل الحرية، ومجابهة الظلم. وهو في كلا المنتجين الشعريين يلتزم النهج التقليدي للقصيدة العربية، يبدو مهتمًا بالتنويع في قوافيه وشطرات شعره، يميل إلى النقلات الشعرية التي تبدو متأثرة بطريقة النظم في الموشحات، لغته منقادة، وتراكيبه سهلة، وخياله نشيط، أما شعره التعليمي الذي رصد فيه جوانب وأحداثًا من تاريخ فرنسا فإنه لا يخلو من تعسف الضرورات والالتواء بالمعاني والمصطلحات وأسماء الأعلام لموافقة الوزن أو القافية.
ونظم حوادث مصر في كتاب سماه (منحة أهل العصر بمنتقى تاريخ مصر)، ووضع كتاب (الدرس العام في التاريخ العام) طبع قسم منه سنة 1289ه، وعرب كتاب (تاريخ مصر القديمة) لمارييت باشا. وشارك رفاعة الطهطاوي وتلاميذه في ترجمة الكود (قانون نابليون)، وتولى هو وحسن أفندي فهمي المصري تعريب قانون المرافعات.

## وفاته
توفي عبد الله أبو السعود في فبراير 1878. حيث يعتبر من نوابغ الأدباء والعلماء في عصر إسماعيل.